# Megachile tsingtauensis
Megachile tsingtauensis là một loài Hymenoptera trong họ Megachilidae. Loài này được Strand mô tả khoa học năm 1915.